# Список Маршалів Радянського Союзу

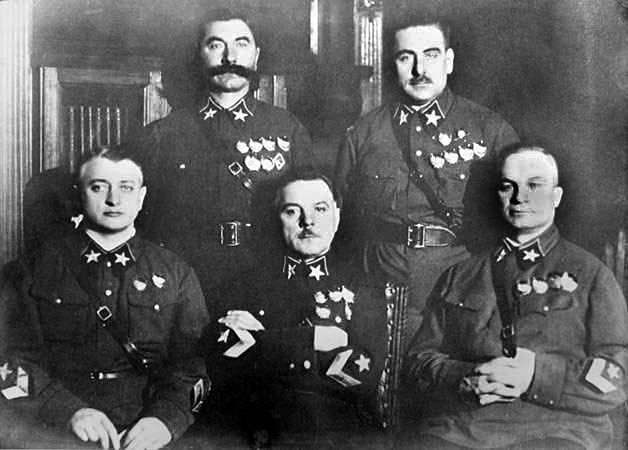
Перші 5 Маршалів: Михайло Тухачевський, Семен Будьоний, Климент Ворошилов, Василь Блюхер, Олександр Єгоров (зліва направо)

Список Маршалів Радянського Союзу є переліком усіх осіб, які протягом 1935–1991 років носили військове звання Маршала Радянського Союзу. Військове звання Маршал Радянського Союзу було введене постановою ЦВК та РНК СРСР від 22 вересня 1935 року й до введення звання Генералісімуса Радянського Союзу 9 травня 1945 року було найвищим військовим званням в Радянській армії, а після смерті єдиного Генералісімуса Радянського Союзу Йосипа Сталіна, де-факто лишалося найвищим військовим званням у СРСР до його розпаду у 1991 році.
За історію існування радянських військових сил звання Маршала Радянського Союзу присвоювалося 41 раз. Уперше звання було присвоєно 20 листопада 1935 року п'ятьом воєначальникам: Василеві Блюхеру, Семенові Будьоному, Климентові Ворошилову, Олександрові Єгорову та Михайлові Тухачевському. Востаннє звання присуджувалося 28 квітня 1990 року Дмитрові Язову, котрий був останнім живим Маршалом Радянського Союзу.

## Список
| Зображення | Ім'я роки життя                                   | Дата присвоєння звання | Примітки |
| ---------- | ------------------------------------------------- | ---------------------- | --- |
|            | Блюхер Василь Костянтинович (1890–1938)           | 20 листопада 1935      | Учасник Першої світової війни. Командувач дивізіями під час Громадянської війни у 1918–1921 роках на Уралі та в Криму. У 1921–1921 роках військовий міністр Далекосхідної республіки та головнокомандувач її армії. Протягом 1922–1923 років служив у Петрограді. У 1924–1927 роках головний військовий радник революційного уряду Китаю. У 1929–1938 роках командувач Особливою Червонопрапорною Далекосхідною армією. У жовтні 1938 року заарештований, помер у Лефортовській в'язниці. 1939 року посмертно позбавлений звання Маршала радянського Союзу та засуджений до смертної кари. Реабілітований 1956 року. |
|            | Будьонний Семен Михайлович (1883–1973)            | 20 листопада 1935      | |
|            | Ворошилов Климент Єфремович (1881–1969)           | 20 листопада 1935      | |
|            | Єгоров Олександр Ілліч (1883–1939)                | 20 листопада 1935      | |
|            | Тухачевський Михайло Миколайович (1893–1937)      | 20 листопада 1935      | |
|            | Кулик Григорій Іванович (1890–1950)               | 7 травня 1940          | |
|            | Тимошенко Семен Костянтинович (1865–1970)         | 7 травня 1940          | |
|            | Шапошников Борис Михайлович (1982–1945)           | 7 травня 1940          | |
|            | Жуков Георгій Костянтинович (1896–1974)           | 18 січня 1943          | |
|            | Василевський Олександр Михайлович (1895–1977)     | 16 лютого 1943         | |
|            | Сталін Йосип Віссаріонович (1879–1953)            | 6 березня 1943         | |
|            | Конєв Іван Степанович (1897–1973)                 | 20 лютого 1944         | |
|            | Говоров Леонід Олександрович (1897–1955)          | 18 червня 1944         | |
|            | Рокоссовський Костянтин Костянтинович (1896–1968) | 29 червня 1944         | |
|            | Малиновський Родіон Якович (1898–1967)            | 10 вересня 1944        | |
|            | Толбухін Федір Іванович (1894–1949)               | 12 вересня 1944        | |
|            | Мерецков Кирило Панасович (1897–1968)             | 26 жовтня 1944         | |
|            | Берія Лаврентій Павлович (1899–1953)              | 9 липня 1945           | |
|            | Соколовський Василь Данилович (1897–1968)         | 3 липня 1946           | |
|            | Булганін Микола Олександрович (1895–1975)         | 3 листопада 1947       | |
|            | Баграмян Іван Христофорович (1897–1982)           | 11 березня 1955        | |
|            | Бірюзов Сергій Семенович (1904–1964)              | 11 березня 1955        | |
|            | Гречко Андрій Антонович (1903–1976)               | 11 березня 1955        | |
|            | Єрьоменко Андрій Іванович (1892–1970)             | 11 березня 1955        | |
|            | Москаленко Кирило Семенович (1902–1985)           | 11 березня 1955        | |
|            | Чуйков Василь Іванович (1900–1982)                | 11 березня 1955        | |
|            | Захаров Матвій Васильович (1898–1972)             | 8 травня 1959          | |
|            | Голіков Пилип Іванович (1900–1980)                | 6 травня 1961          | |
|            | Крилов Микола Іванович (1903–1972)                | 28 травня 1962         | |
|            | Якубовський Іван Гнатович (1912–1976)             | 12 квітня 1967         | |
|            | Батицький Павло Федорович (1910–1984)             | 15 квітня 1968         | |
|            | Кошовий Петро Кирилович (1904–1976)               | 15 квітня 1968         | |
|            | Брежнєв Леонід Ілліч (1906–1982)                  | 7 липня 1976           | |
|            | Устинов Дмитро Федорович (1908–1984)              | 30 липня 1976          | |
|            | Куликов Віктор Георгійович (1921–2013)            | 14 січня 1977          | |
|            | Огарков Микола Васильович (1917–1994)             | 14 січня 1977          | |
|            | Соколов Сергій Леонідович (1911–2012)             | 17 лютого 1978         | |
|            | Ахромеєв Сергій Федорович (1923–1991)             | 25 березня 1983        | |
|            | Куркоткін Семен Костянтинович (1917–1990)         | 25 березня 1983        | |
|            | Петров Василь Іванович (1917–2014)                | 25 березня 1983        | |
|            | Язов Дмитро Тимофійович (1924–2020)               | 28 квітня 1990         | Міністр оборони СРСР у 1987–1991. Учасник заколоту ДКНС, після викриття якого перебував під арештом до 1993 року. У 1994 році звільнений з військової служби. Був останнім із живих маршалів Радянського Союзу. |

## Дивись також
Список фельдмаршалів (генерал-фельдмаршалів) Німеччини